# 坎農斯堡 (密歇根州)
坎農斯堡（英語：Cannonsburg）是位於美國密歇根州肯特縣坎農鎮區的一個普查規定居民點。

## 人口
根據2020年美國人口普查的數據，坎農斯堡的面積為1.10平方千米，當中陸地面積為1.09平方千米，而水域面積為0.01平方千米。當地共有人口203人，而人口密度為每平方千米184.55人。